# Jonathan Werner Juel
Jonathan Werner Juel (født 13. februar 1997) er en dansk barneskuespiller. Han er lillebror til Sarah Juel Werner.
Han har medvirket i julekalenderen Jesus & Josefine fra 2003 og i filmen Oskar og Josefine fra 2004, begge steder som Josefines lillebror, samt som lillebror i Karlas kabale fra 2007. Han har også lagt stemme til flere tegnefilm, deriblandt Junglebogen 2, som Kirikou i Kirikou og de vilde dyr fra 2004, Hafferlaffen i Peter Plys og Hafferlaffen fra 2005 og Mikkel i Mads og Mikkel 2 fra 2006. I 2013 medvirkede han i kortfilmen Millennium.
I dag er han selvstændig med virksomheden potentiale.nu  hvor han hjælper unge med at få bedre selvværd, belyse områder i deres liv og overkomme udfordringer.